# Rick Rickert
Rick Lewis Joseph Rickert (Duluth, Minnesota, 11 de febrero de 1983) es un exjugador de baloncesto estadounidense, profesional durante catorce temporadas. Con 2,11 metros de estatura, jugaba en la posición de ala-pívot o de pívot.

## Trayectoria deportiva

### Universidad
Jugó dos temporadas con los Golden Gophers de la Universidad de Minnesota, en las que promedió 14,9 puntos, 5,7 rebotes, 2,1 asistencias y 1,0 tapones por partido. En su primera temporada fue elegido por la prensa y por los entrenadores como Freshman del Año de la Big Ten Conference, e incluido en el segundo mejor quinteto de la conferencia, mientras que al año siguiente lo haría en el primero.

### Profesional
Fue elegido en la quincuagésimo quinta posición 2003 por Minnesota Timberwolves, pero fue despedido antes de llegar a debutar en el equipo.
Firmó su primer contrato profesional con el Krka Novo Mesto de la liga de Eslovenia, regresando al año siguiente a su país para jugar con los Asheville Altitude de la NBA D-League, con los que disputó doce partidos, promediando 6,7 puntos y 3,2 rebotes. Regresó a Europa para jugar brevemente en el Panellinios Atenas y el Lleida Bàsquet español, para psoteriormente volver a la D-League donde completó dos temporadas, una con los Fayetteville Patriots y la siguiente con Colorado 14ers, en la que promedió 10,8 puntos y 6,0 rebotes por partido, siendo elegido ese año para disputar el All-Star Game de la NBA Development League.
Jugó posteriormente tres temporadas en los New Zealand Breakers de la NBL australiana, para posteriormente regresar a Europa para jugar en el EnBW Ludwigsburg de la Basketball Bundesliga, donde en una temporada promedió 8,0 puntos y 3,7 rebotes por partido. Tras un breve paso por los Vaqueros de Bayamón de la liga de Puerto Rico, regresó al hemisferio sur para jugar en Nueva Zelanda de nuevo y en la B.League aponesa después, donde lleva desde 2011. Su mejor temporada fue la 2013-14 con los Wakayama Trians, en la que promedió 14,8 puntos y 10,1 rebotes por partido.